# Juan Quirós de los Ríos
Juan Quirós de los Ríos (Antequera, ¿?  - íd., 14 de septiembre de 1894), latinista, historiador, periodista y político español.

## Biografía
Antequerano, de ideología progresista y masón, dirigió el diario republicano La Idea en Granada en 1873. Fue nombrado gobernador de las Islas Canarias entre octubre de 1873 y febrero de 1874. Fue catedrático de latín en los institutos de Málaga y Granada y enseñó en la Institución Libre de Enseñanza de Madrid entre 1876 y 1877. En Motril fundó y dirigió el periódico Boletín del Colegio Sexitano (1883), que salía cinco veces por curso. Se casó con Carmen Gallardo. También fundó y dirigió el Instituto Libre de Baeza y llegó a ser catedrático de la Universidad Literaria de Valencia. 
Gran parte de su obra se conserva manuscrita, por ejemplo, unos Apuntamientos para un catálogo bio-bibliográfico de escritores antequeranos (Marchena, 1888). Al morir súbitamente en 1894, dejó inacabada su edición de las Flores de poetas ilustres de Pedro Espinosa, y la impresión de la Segunda parte, inédita, preparada por Agustín Calderón y no por su hermano Juan Antonio, contra lo que reza la portada del códice original y contra lo que dice la edición costeada por el Marqués de Jerez de los Caballeros (Sevilla, Rasco, 1896). Se trata de una antología de poesía manierista española; su archivo pasó a su amigo Francisco Rodríguez Marín para que continuara y concluyera este trabajo, ya muy adelantado; salió impreso el año ya citado de 1896.